# Flughafen Ōita

i8
i11
i13
Der Flughafen Ōita (japanisch 大分空港, IATA-Code: OIT, ICAO-Code: RJFO) ist ein kleiner Verkehrsflughafen in Kunisaki in Ōita auf der japanischen Insel Kyūshū mit Flügen nach Japan, Südkorea, Shanghai und China, der hauptsächlich die Städte Ōita und Beppu bedient. Er liegt auf der Fläche der Stadt Kunisaki und wurde 1957 eröffnet.  Der Flughafen Ōita gilt nach der japanischen Gesetzgebung als Flughafen 2. Klasse.
Er ist nur zwischen 7:30 und 21:30 geöffnet. Die Landebahn wurde in mehreren Schritten von anfangs 1080 m auf inzwischen 3000 m erweitert. Aus Platzmangel musste dazu immer wieder Land aufgeschüttet werden.
Der Flughafen liegt 25 km nördlich von Ōita, allerdings ist er zur Stadt durch die Beppu-Bucht, an der Beppu liegt, getrennt. Zur besseren Erreichbarkeit gibt es deshalb zur Stadt Ōita eine regelmäßige Expressverbindung per Luftkissenfahrzeug.

## Zwischenfälle
- Am 27. Februar 1964 überrollte eine Convair CV-240 der japanischen Fuji Airlines (Luftfahrzeugkennzeichen JA5098) bei der Landung auf dem Flughafen Ōita das Landebahnende, kollidierte mit Holzstößen hinter der Landebahn und stürzte in das trockene Flussbett des Urakawa. Beim Aktivieren des Umkehrschubs fiel dieser auf der rechten Seite aus, wodurch es zu asymmetrischer Schubverteilung und fehlender Verzögerung kam. Da auch die Bremsen nicht normal funktionierten, wurde erfolgreich die Notbremse aktiviert. Dies reichte jedoch nicht aus, um das Flugzeug auf der zu dieser Zeit 1080 Meter langen Bahn zu stoppen. Von den 42 Insassen kamen 20 ums Leben, 2 Besatzungsmitglieder und 18 Passagiere. Die übrigen 22 Insassen überlebten.[2][3]